# Godola Hossere
Godola Hossere est une localité du Cameroun située dans l'arrondissement de Meri, le département du Diamaré et la région de l’Extrême-Nord. Elle fait partie du canton de Mambang.

## Population
Godola Hossere regroupe en réalité trois villages, tous peuplés par des Guiziga.
Godola Hosséré I comptait 161 habitants en 1974, puis 370 lors du recensement de 2005.

Godola Hosséré II en comptait 88 en 1974, puis 369 en 2005.

Godola Hosséré III en comptait 156 en 1974, puis 369 en 2005.